# Ban Zhao
Ban Zhao, 班昭T, Bān ZhāoP, zi Huìbān (惠班T), nota anche col nome di Cáo Dàgū (曹大姑T, lett. "Onorevole Dama Cao") (Fufeng, nell'attuale provincia dello Shaanxi, 48? – 117 circa), è stata una storiografa e poetessa cinese.
Sebbene nel tempo siano avvenuti numerosi tentativi di sminuire la sua attività letteraria, e la critica femminista e progressista veda erroneamente nel suo Nu jie (女誡) (Precetti per le donne) un invito alla sottomissione femminile, essa ricoprì un ruolo molto particolare nella letteratura cinese classica. Questo non tanto in quanto donna scrittrice, fatto relativamente raro, ma soprattutto per il fatto d'essersi occupata di un genere tradizionalmente riservato agli uomini. Figlia dello storiografo ufficiale degli Han anteriori Ban Biao (班彪) e di cui continuò l'opera, fu sorella minore del poeta e storiografo Ban Gu (班固) e di Ban Chao (班超), il generale che scacciò gli Xiongnu da bacino del Tarim.
Alla morte di Ban Gu nel 92, continuò l'opera del padre e del fratello, ovvero la stesura del Libro degli Han anteriori (漢書): sebbene la tradizione minimizzi il suo intervento, circoscrivendolo alla compilazione di otto tavole cronologiche e al capitolo relativo all'astrologia e all'astronomia, ad essa è invece da attribuire la redazione finale completa di tutta l'opera.
Fu inoltre istitutrice delle dame di palazzo dell'imperatore Xiao He (孝和), in un'epoca in cui gli eunuchi non avevano ancora soppiantato le donne letterate, tanto celebre da contare tra i suoi discepoli anche alcuni ragazzi, tra cui l'erudito Ma Rong (馬融). Ban Zhao fu anche poetessa e prosatrice: il Wenxuan (文選), l'antologia dei classici compilata dall'imperatore postumo Xiao Tong (蕭統), raccoglie una parte dei suoi scritti tra cui un fu su un viaggio verso l'est che avrebbe poi ispirato l'opera di Pan Yue (潘岳). Ban Zhao è raffigurato nel Wu Shuang Pu di Jin Guliang (無雙譜, Tavola degli eroi incomparabili).

## Biografia

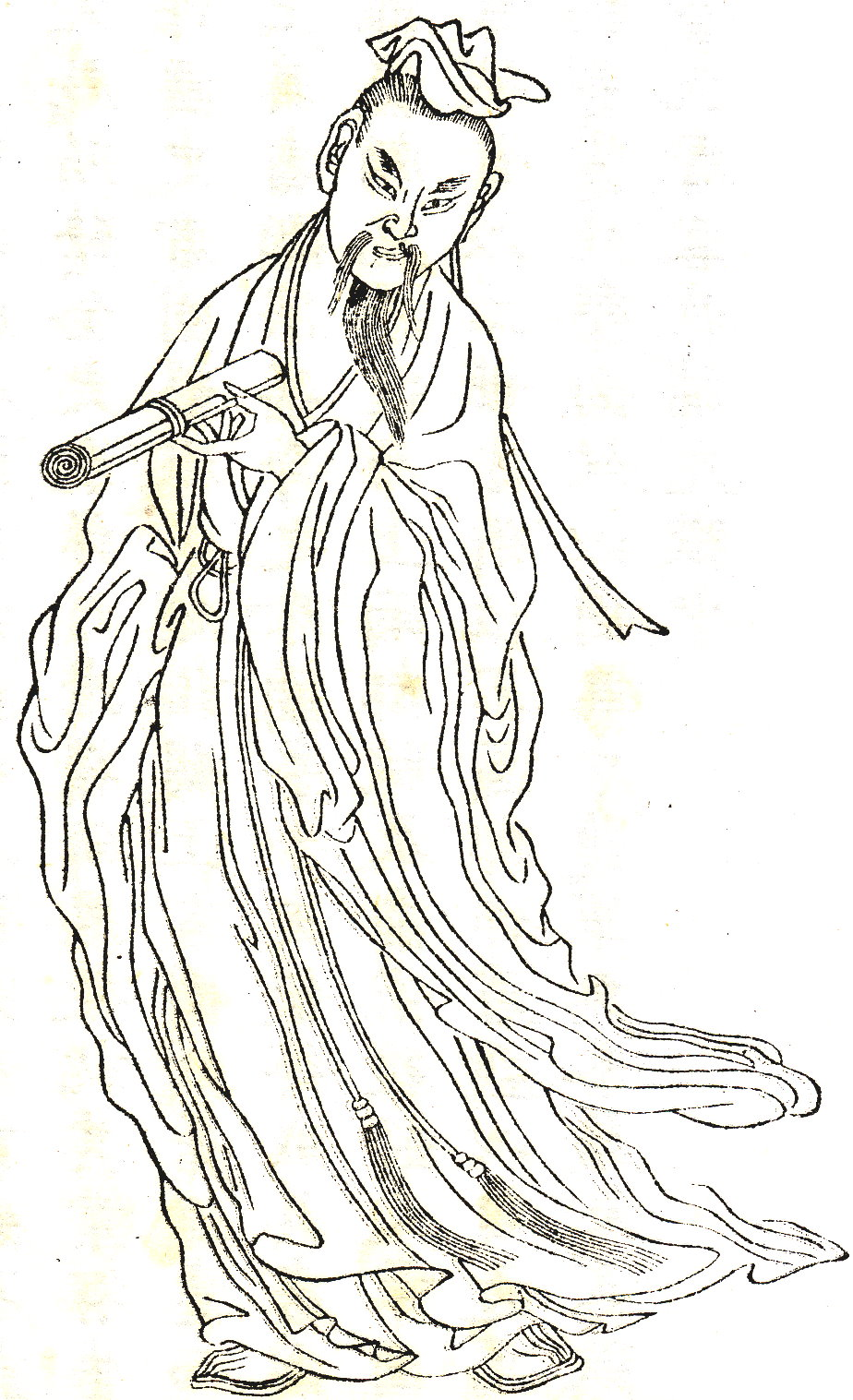
Il fratello di Ban Zhao, Ban Gu, nell'illustrazione di Shang Guan Zhou.

A partire dal II secolo a.C. la famiglia Ban divenne una delle più importanti e facoltose tra quelle stanziatesi alla frontiera nord-orientale dell'impero dei Qin. Qui faceva il suo commercio di vacche e cavalli, incoraggiando così la colonizzazione delle frontiera. Quando Ban Zhao nacque, la sua famiglia tesseva già da tempo relazioni con la corte imperiale. All'età di otto anni perse il padre, lo storiografo ufficiale degli Han anteriori Ban Biao, e a quella di quattordici venne sposata a un certo Cao Shou, suo concittadino, da cui prese poi il nome di Cao Dagu, ovvero Onorevole Dama Cao. Da questo matrimonio ebbe molti figli, ma rimase vedova relativamente giovane e non si risposò mai più.
Quando nel 76 suo fratello Ban Chao divenne soldato, la madre e il fratello Ban Gu si trasferirono nella capitale Luoyang, dove quest'ultimo venne preso in servizio presso la corte come storiografo ed editore. Contrariamente all'usanza, che prevedeva che una vedova non abbandonasse la famiglia del marito, Ban Zhao raggiunse il fratello, già occupato nella continuazione del Libro degli Han anteriori. Sembrerebbe che già in questi anni Zhao fosse attivamente interessata al progetto del fratello.
Nell'89, alla morte dell'imperatore Zhang, il regno venne ereditato dal figlio di Zhang, l'imperatore He, all'epoca bambino. Il potere venne dunque amministrato dall'imperatrice reggente Dou, matrigna di He; in questo periodo Ban Gu strinse rapporti sempre più forti con la famiglia Dou. Tuttavia nel 92, in seguito ad un colpo di Stato organizzato dall'imperatore He con lo scopo di prendere pieno possesso dei propri poteri, i membri della famiglia Dou, ad eccezione dell'imperatrice, e i loro amici vennero imprigionati con l'accusa di tradimento. Tra coloro che vennero condannati a morte figurava anche Ban Gu, mentre i suoi fratelli non subirono alcuna conseguenza diretta. Infatti Ban Chao era un generale vittorioso ai confini dell'impero, mentre Ban Zhao non era considerata un pericolo in quanto donna. Tuttavia nel 95 uno dei suoi figli ebbe una promozione a un posto di frontiera, dove decise di accompagnarlo, e in questo alcuni vedono una forma di esilio, sebbene tardivo. Ciononostante nel 97 venne richiamata a corte per terminare l'opera del fratello: in una biografia di Zhao del V secolo è riportato che "l'imperatore He la convocò nella biblioteca del padiglione orientale perché potesse continuare l'opera del fratello e portarla a termine". La vera portata del contributo di Ban Zhao al Libro degli Han anteriori è dibattuta tuttora, secondo Nancy Lee Swann, che tradusse l'opera della scrittrice in inglese, lo studio del testo porterebbe a credere che circa un quarto del totale sia da attribuirsi a Ban Zhao.

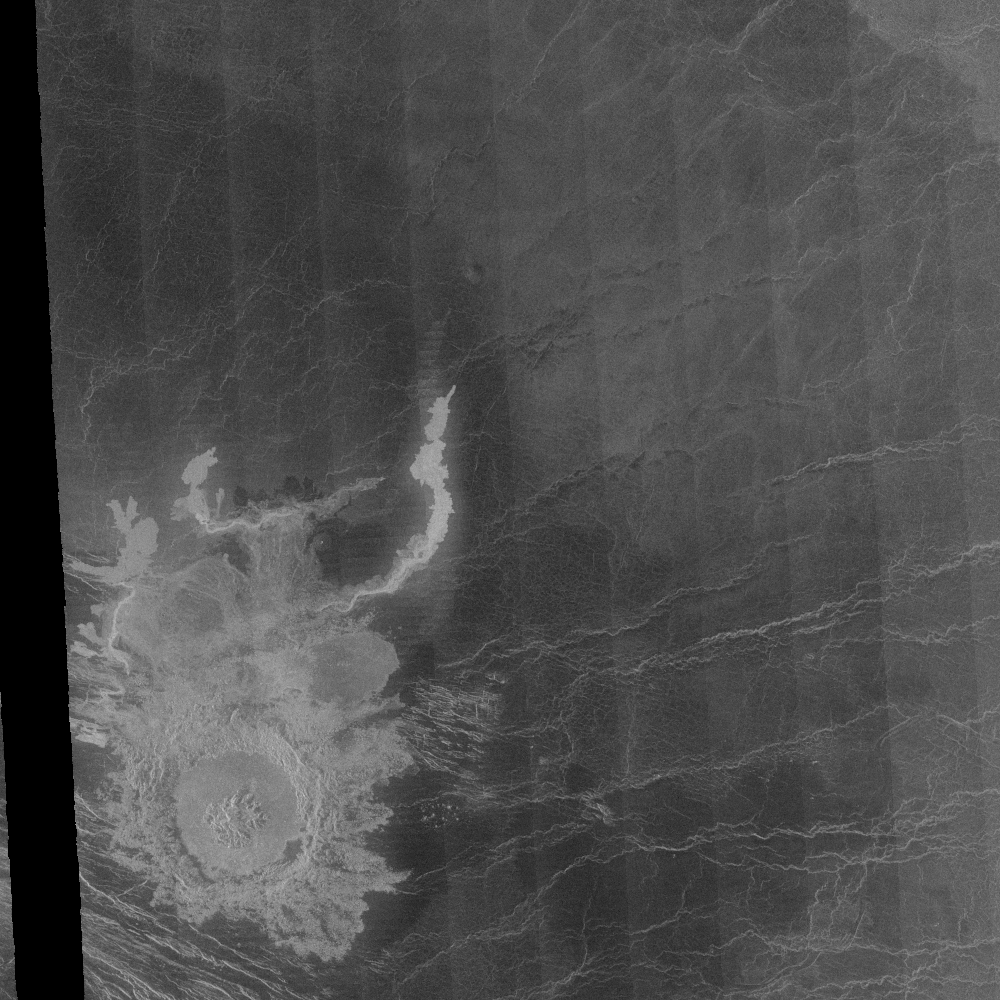
Il cratere venusiano Ban Zhao.

Parallelamente al lavoro di redazione, Zhao divenne anche istitutrice delle future dame di corte. Nel 102 una delle sue allieve divenne moglie dell'imperatore He e, alla morte di questo nel 106, reggente col nome di imperatrice Deng Sui (鄧綏) fino alla morte nel 121. Sembra che Zhao ebbe un grande influsso sull'imperatrice, tra l'altro ritenuta l'ultima della dinastia ad aver regnato con competenza, tanto che un commentatore dell'epoca annotò che "ad una sola parola di madre Ban, tutta la famiglia [imperiale] cede". L'anno della morte di Zhao è sconosciuto, tuttavia è certo che fu prima del 120 dato che in quell'anno l'imperatrice entrò in lutto per lei, onore rarissimo per una persona che non fosse della famiglia imperiale.
A Ban Zhao l'Unione Astronomica Internazionale ha intitolato l'omonimo cratere della superficie di Venere, secondo la convenzione per cui i nomi dei crateri venusiani di dimensione superiore ai 20 chilometri vengono scelti tra quelli di donne che hanno dato un contributo eccezionale o fondamentale al loro campo.

## Le opere
Alla morte di Ban Zhao, la cognata raccolse in tre volumi tutti i suoi scritti, che un biografo del V secolo descrisse come "narrativa in versi (fu), scritti commemorativi, iscrizioni, elogi, argomentazioni, commentari, elegie, saggi, trattati, esposizioni, memoriali e istruzioni finali, in tutto sufficienti a riempire sedici libri" (ogni volume poteva essere composto di più libri). Della grande raccolta venne perso quasi tutto, oggi si ritiene con certezza che siano opere (integralmente) di Zhao il Dongzheng fu (Viaggio verso oriente), i frammenti di tre poesie brevi, due memoriali (o lettere) indirizzati all'imperatore He e all'imperatrice Deng e il Nu jie, un manuale di istruzioni per future spose. È certo che Ban Zhao abbia annotato le Biografie di donne di Liu Xiang (劉向). In particolare riorganizzò il testo originario in sette libri in uno di quindici dividendo ogni libro in due parti e aggiungendone un ultimo contenente inni e presumibilmente anche illustrazioni. Questa versione sarebbe rimasta quella di maggior diffusione fino all'epoca Song, quando il testo venne riportato alla sua forma originaria. Potrebbe aver anche composto alcune biografie supplementari da aggiungere al volume originale come era abitudine già a partire dal I secolo.

### IlNu jie
Nei primi secoli successivi alla sua morte, Zhao era ricordata e stimata per il contributo al Libro degli Han anteriori e per la sua opera poetica, tuttavia a partire dal IX secolo il suo Nu jie divenne lo scritto col la quale venne sempre più identificata. Questo periodo corrisponde infatti col termine della dinastia Tang, una sorta di "Rinascimento" cinese, e l'avvento di un lungo periodo di lotte intestine avviato con il periodo delle cinque dinastie e dieci regni. Il Nu jie venne dunque insegnato alle giovani fanciulle nella sua interpretazione confuciana secondo la quale alla donna spetta un ruolo marginale in una società comandata dagli uomini. Al contrario l'intento di Zhao era ben altro: i suoi volevano essere consigli alle giovani fanciulle per "sopravvivere" nella casa del marito dove spesso, soprattutto se prese come concubine secondarie, erano trattate alla stregua di schiave. Tale intento è reso peraltro in modo chiarissimo già nell'incipit:
(Ban Zhao, Nu jie , Introduzione.)
L'autrice non solo cerca di alleviare con i suoi consigli i dolori delle giovani spose, ma, al contrario di quanto vorrebbe far credere la critica confuciana, pone anche alcune provocatorie domande sul ruolo dell'uomo e della donna. Per esempio si chiede perché nel Libro dei riti (禮記) sia previsto che a partire dall'età di otto anni ai maschi si insegni a leggere e a scrivere e che a quindici siano mandati a scuola, e tale obbligo non sia invece automaticamente esteso alle femmine. Per convincere gli scettici, Ban Zhao osserva infatti che in tal modo le donne rimarrebbero nella totale ignoranza delle norme che governano i rapporti tra i due sessi, non potendo accedere direttamente ai testi che le prescrivono.

### Il Libro degli Han anteriori
La stesura a sei mani del Libro degli Han anteriori si protrasse per circa trenta o quaranta anni ed è il risultato del lavoro successivo di Ban Biao e dei figli Ban Gu e Ban Zhao. Sebbene sia ancora oggi dibattuto il ruolo di quest'ultima, è certo che ad essa sono da attribuirsi integralmente i volumi dal tredicesimo al ventesimo e il ventiseiesimo. Quest'ultimo capitolo è quello riservato all'astronomia e all'astrologia, mentre i primi otto sono tavole la cui compilazione era necessaria per garantire la correttezza cronologica dell'opera. Esse contengono tra le altre cose la lista completa, e per quello che hanno potuto verificare gli storici anche assai precisa, delle carriere e delle linee di successione di tutti gli aristocratici, gli alti ufficiali e gli uomini che si distinsero particolarmente sotto la dinastia degli Han anteriori. Un'altra tavola, quella delle "figure antiche e contemporanee" raccoglie in nove categorie centinaia di personaggi storici sebbene curiosamente non compaiano contemporanei a Ban, forse per il timore di racchiudere in una categoria poco adatta un personaggio ancora vivente.

### IlDongzheng fu(Viaggio verso l'oriente) e i memoriali
Il più antico lavoro oggi conservato di Ban Zhao è il racconto in poesia Dongzheng fu (東征賦) (Viaggio verso l'oriente), scritto quando aveva all'incirca cinquant'anni. Il testo racconta di quando, dopo la morte del fratello Ban Gu in prigione, accompagnò il figlio, Cao Gu (家固), a prendere possesso della carica di magistrato nel distretto di Chenliu nell'Henan. Il fratello Ban Chao era lontano alla frontiera e lei non sapeva se mai avrebbe fatto ritorno nella capitale Luoyang. Annota dunque le impressioni del viaggio e si sforza a superare la sua tristezza cercando conforto negli insegnamenti confuciani.
Al 101 risale invece la lettera all'imperatore He in cui Ban Zhao chiede che al fratello Ban Chao, in missione nelle steppe dell'Asia centrale dal 73, sia permesso di far ritorno alla capitale. Appellandosi alla tarda età del fratello, ormai settantenne, e osservando che questo potrebbe non renderlo più capace di affrontare un'insurrezione tra i soldati e dunque generare un potenziale pericolo per lo stato, riesce a ottenere tale grazia.
Del 107 è invece l'ultima lettera pervenutaci. Indirizzata all'imperatrice reggente Deng, si tratta di un consiglio politico al fine di preservare il prestigio della sovrana. I quattro fratelli dell'imperatrice, invisi alla corte e alla popolazione per la loro arroganza, avevano chiesto, solo pro forma il permesso alla sorella di ritirarsi dalla capitale, confidando che questo essa non avrebbe mai accettato. Ban Zhao si affretta invece a convincerla, con esempi tratti dalla storia antica, di lasciarli andare per preservare la sua reputazione tra il popolo. Non è possibile stabilire se le parole di Ban Zhao furono decisive, quello che è certo e che i fratelli lasciarono la corte.

## Epitaffio
Nella raccolta compilata dalla cognata, compare quello che può essere ritenuto l'epitaffio di Ban Zhao. L'originale, come gran parte della raccolta, è andato perduto, ma ne resta una traduzione in francese dovuta probabilmente al gesuita e missionario Joseph-Marie Amiot, pubblicata a Parigi nel 1778 nel terzo volume delle Mémoires concernant l'historie, les sciences, les arts, les mœurs, les usages, etc., des Chinois, par les missionaires de Pékin:
(Mémoires concernant l'historie, les sciences, les arts, les mœurs, les usages, etc., des Chinois, par les missionaires de Pékin.)